# والاس ويليس
والاس ويليس (بالإنجليزية: Wallace Willis)‏ هو كاتب أغاني أمريكي، (و. 1828 – 1880 م).

## وصلات خارجية
- والاس ويليس على موقع ميوزك برينز (الإنجليزية)
- والاس ويليس على موقع أول ميوزيك (الإنجليزية)
- والاس ويليس على موقع ديسكوغز (الإنجليزية)